# De Zonde

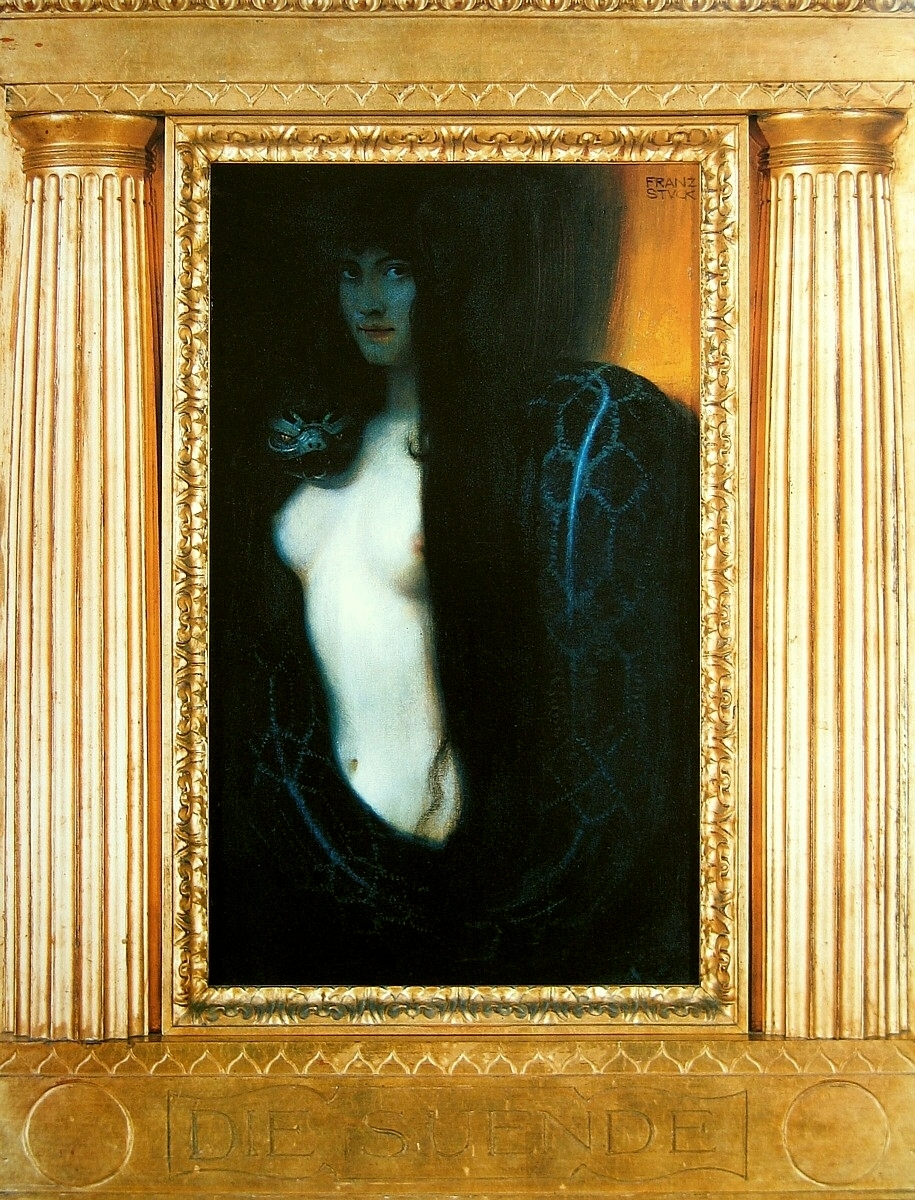
Die Sünde in de door Von Stuck ontworpen lijst.

De Zonde (Die Sünde) is een schilderij van de Duitse symbolistische kunstschilder Franz von Stuck, geschilderd in 1893, olieverf op doek, 94,5 x 59,5 centimeter groot. Het toont een naakte vrouw met een slang om zich heen, de zonde der wellust verbeeldend. Stuck maakte tussen 1891 en 1912 meerdere versies van het werk, steeds onder dezelfde titel. De versie uit 1893 is het bekendst en bevindt zich in de Neue Pinakothek te München.

## Gladius Dei
In Gladius Dei, een novelle van Thomas Mann uit 1902, wordt het München van rond 1900 gemodelleerd naar de stad Florence uit de tijd van de Medici. De hoofdpersoon, een jongeman die als reïncarnatie van de religieuze fanaticus Savonarola kan worden gezien, wil een galeriehouder aan een van de drukke straten van de stad ertoe overhalen een aanstootgevend schilderij van een naakte vrouw uit de etalage te houden: 'Deze kunst is gewetenloos bedrog dat verlokkend prikkelt, puur om het aardse leven te benadrukken', zo laat Mann zijn personage zeggen.
Mann doelde met zijn omschrijving op het werk Die Sünde van Von Stuck. Rond 1900 zorgde het schilderij voor veel ophef in München en werd het gezien als een ongehoorde provocatie. Mann moet heel wat Savonerola's in zijn omgeving hebben aangehoord. Korte tijd na de verschijning van zijn novelle werd in de binnenstad daadwerkelijk de ruit van een galerie ingegooid omdat er een (ander) naaktportret werd geëtaleerd. De politie liet het werk verwijderen.

## Afbeelding
De Zonde laat een naakte jonge vrouw zien, staande voor een donkere achtergrond. Het lange haar valt over de bleke schouders en ze kijkt de toeschouwer uitdagend, enigszins vermoeid, vanuit het halfdonker aan. Om haar lichaam kronkelt, op het eerste oog nauwelijks zichtbaar, een grote slang. Het tafereel wordt omkaderd door de schilder zelf ontworpen gouden, in een classicistische stijl gedecoreerde lijst, met de titel erin gegraveerd.
De titel Die Sünde verwijst naar een van de zeven hoofdzonden van de Katholieke kerk, namelijk de wellust of 'voluptas'. Von Stuck drukte met het werk zijn afkeer uit tegen de huichelachtige, door preutsheid gedicteerde katholieke samenleving in het München van zijn tijd. Zijn provocatie legden hem echter ook geen windeieren: hij maakte tussen 1891 en 1912 een grote reeks schilderijen naar hetzelfde thema, niet allemaal van dezelfde kwaliteit, vooral ook omdat ze goed verkochten.
De uitwerking van De Zonde stoelt op christelijke symboliek. Met name de slang verwijst onmiskenbaar naar het verhaal in het Oude Testament waar een slang het eerste mensenpaar van hun onschuld berooft en schaamtegevoelens als erfzonde afriep over hun nakomelingen. Von Stuck werkt de symbolen echter om tot motieven die tevens een excuus vormen om te begeren en om vleselijke wellust af te beelden, waarmee hij in provocatieve zin de spijker precies op zijn kop sloeg. Critici deden het af als 'seksuele perversies' en stelden het zelfs op één lijn met fetisjisme en masochisme, onder andere verwijzend naar de roman Venus im Pelz van Leopold von Sacher-Masoch.
Tegenwoordig wordt het werk vooral geroemd om haar esthetische kwaliteiten. Die Sünde wordt gezien als een overtuigende suggestieve compositie met een fascinerend geheim en een fantastische afdwaling naar het grensgebied van wat getoond en niet getoond mag worden. Het refereert aan de 'kijklust', die Sigmund Freud rond 1900 beschreef als een wezenlijk onderdeel van de menselijke psyche, niet alleen gericht op het kijken naar verboden dingen, maar vooral in de zin van nieuwsgierigheid en de elementaire behoefte van de mens om ontdekkingen te doen.
Von Stuck werd in artistieke zin tot Die Sünde geïnspireerd door het werk van zijn landgenoot Arnold Böcklin, die bekendstond om zijn duister-mythologische thematiek, vaak ook met erotische elementen. Beide schilders worden geroemd om hun beheersing van tonen. De penseelstreek van Von Stuck was echter vluchtiger, onder invloed van het impressionisme, en zijn motieven zijn 'broeieriger', herinnerend aan de donkere symbolische kunst van Gustave Moreau.

## Andere versies

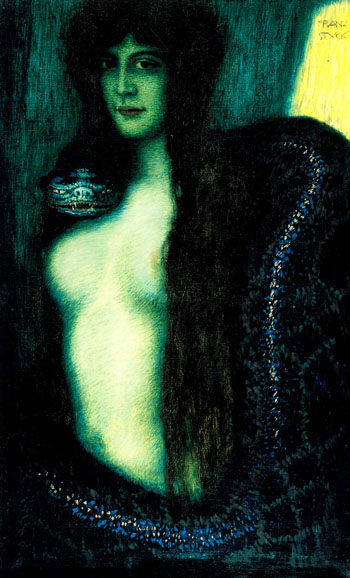
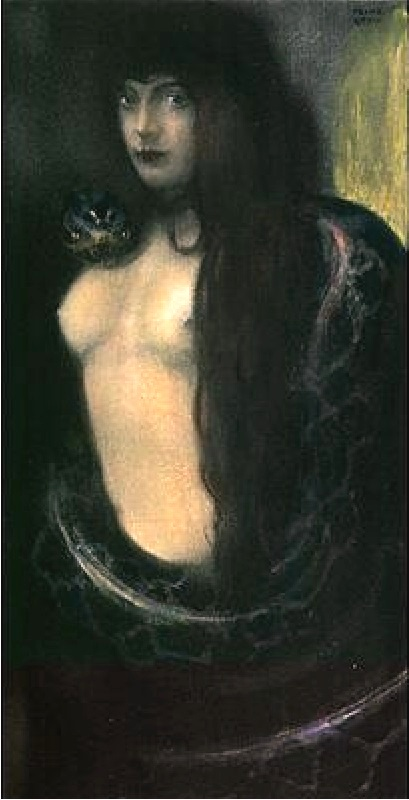
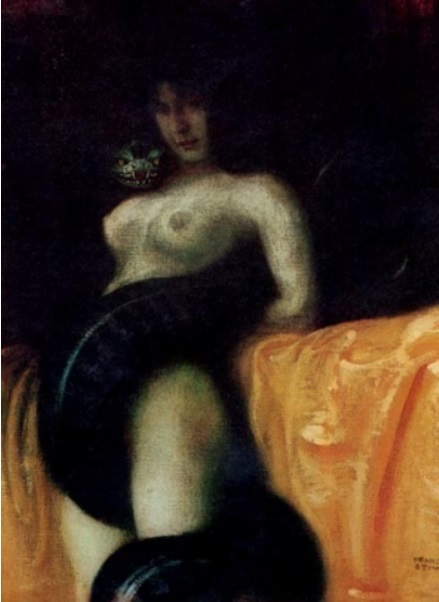